# Palatul Episcopal romano-catolic din Timișoara
Palatul Episcopal romano-catolic din Timișoara este un monument istoric aflat pe teritoriul municipiului Timișoara.
Clădirea adăpostește opt medalioane din vitraliile realizate în anul 1914 de Miksa Róth pentru capela Academiei Teologice din Timișoara.